# Estádio Atanasio Girardot
O Estádio Atanasio Girardot é um estádio de futebol localizado na cidade de Medellín, na Colômbia.

## História
Inaugurado em 19 de Março de 1953, tem capacidade para 44.826 torcedores, faz parte do complexo esportivo da cidade, recebendo os mais diversos eventos, esportivos ou culturais. Na sua inauguração houve um torneio quadrangular internacional, conquistado pelo Deportivo Cali e que contou também com as participações do clube brasileiro Fluminense, vice campeão invicto, o peruano Alianza Lima, terceiro colocado, e o também colombiano Atlético Nacional, clube da cidade.
É a casa dos clubes de futebol Atlético Nacional e Independiente Medellín. Foi uma das sedes da Copa América 2001, vencida pelos anfitriões.
O nome do estádio e do complexo esportivo homenageia Atanasio Girardot (1791-1813), herói da independência da Colômbia e da Venezuela.
Em 30 de novembro de 2016, aconteceu no estádio uma homenagem aos mortos e feridos no acidente com o avião da LaMia (companhia aérea), o qual transportava a equipe da Associação Chapecoense de Futebol para o jogo da final da Copa Sul-Americana de 2016. Cerca de 40 mil pessoas acompanharam a homenagem promovida pelo Club Atlético Nacional S.A., pela prefeitura de Medellín e pelo governo da Colômbia.

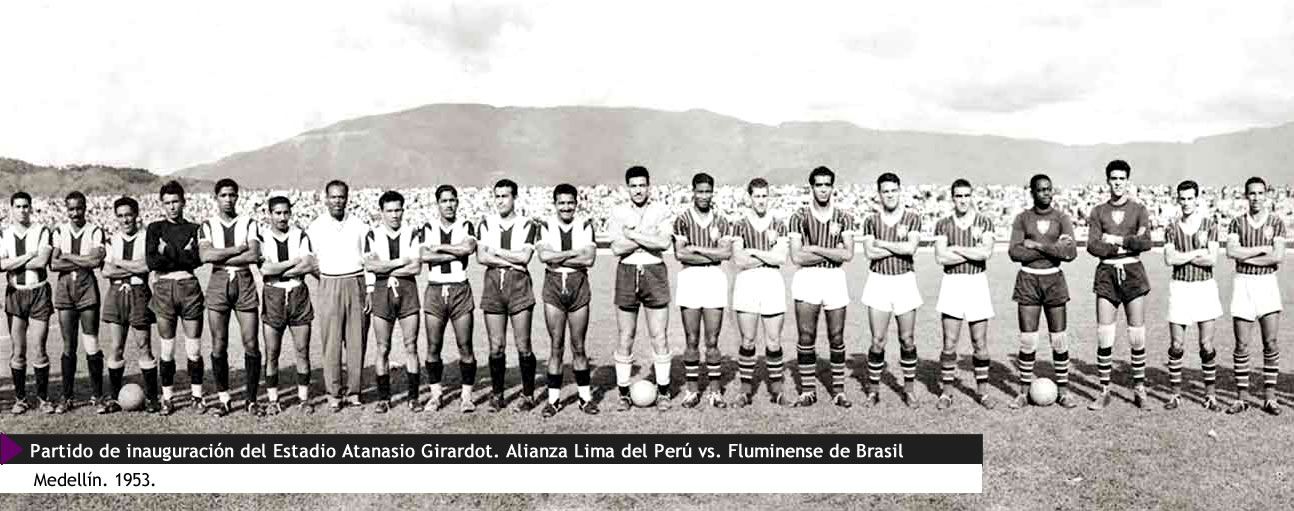
Fluminense 2 a 2 Alianza Lima, pelo torneio de inauguração do Estádio Atanasio Girardot, de Medellin, Colômbia, em 1953.